# Morinda cochinchinensis
Morinda cochinchinensis är en måreväxtart som beskrevs av Dc.. Morinda cochinchinensis ingår i släktet Morinda och familjen måreväxter. Inga underarter finns listade i Catalogue of Life.